# Esteban Vicente
Esteban Vicente Pérez (Turégano, Segovia, 20 de enero de 1903 - Nueva York, 11 de enero de 2001) fue un pintor hispano-estadounidense perteneciente a la primera generación neoyorquina del Expresionismo abstracto.

## Biografía
Después de estudiar en una escuela de jesuitas, se incorporó a la Real Academia de Bellas Artes de Madrid en 1921. Tuvo su primera exposición individual en Madrid en 1928, después de la cual se marchó a París y no regresó a España hasta 1930. En 1935 se casó con Estelle Charney, una estadounidense a la que había conocido en París. Después del estallido de la Guerra Civil en 1936 Vicente, que apoyaba a las fuerzas republicanas, pintó camuflaje en las montañas que rodean Madrid durante unos meses. Más tarde, ese mismo año, se trasladó con su esposa a Nueva York. El embajador español republicano en Estados Unidos le nombró vicecónsul en Filadelfia, un cargo que mantuvo a su familia durante tres años. Vicente tuvo mucho tiempo para seguir con su arte y celebró su primera exposición individual en Nueva York en la Galería Kleeman en 1937. Después de la caída de la República Española en 1939, regresó a Nueva York, obteniendo en 1940 la nacionalidad estadounidense.

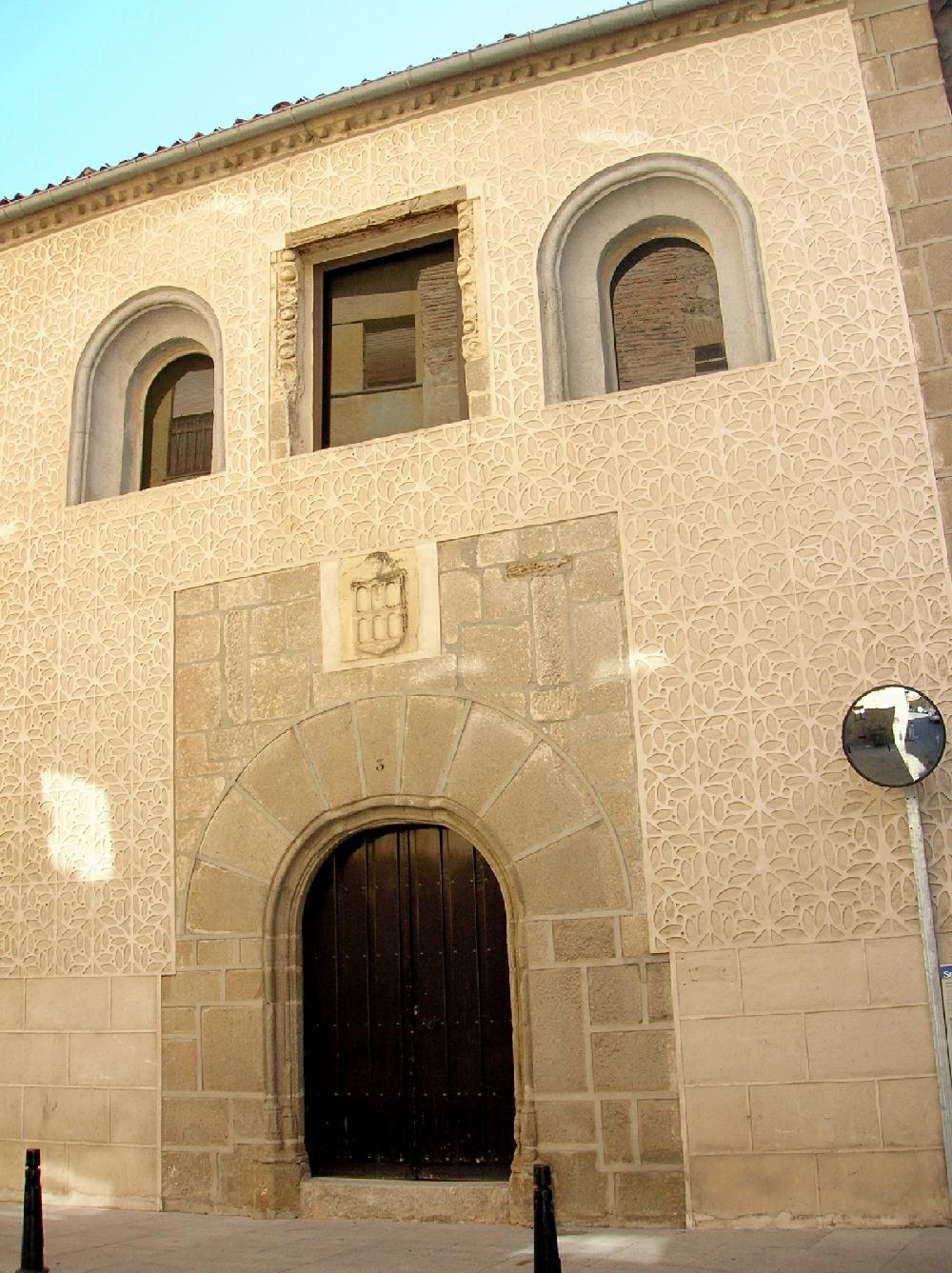
Fachada del Museo de Arte Contemporáneo Esteban Vicente (antiguo Palacio Real de San Martín), en Segovia

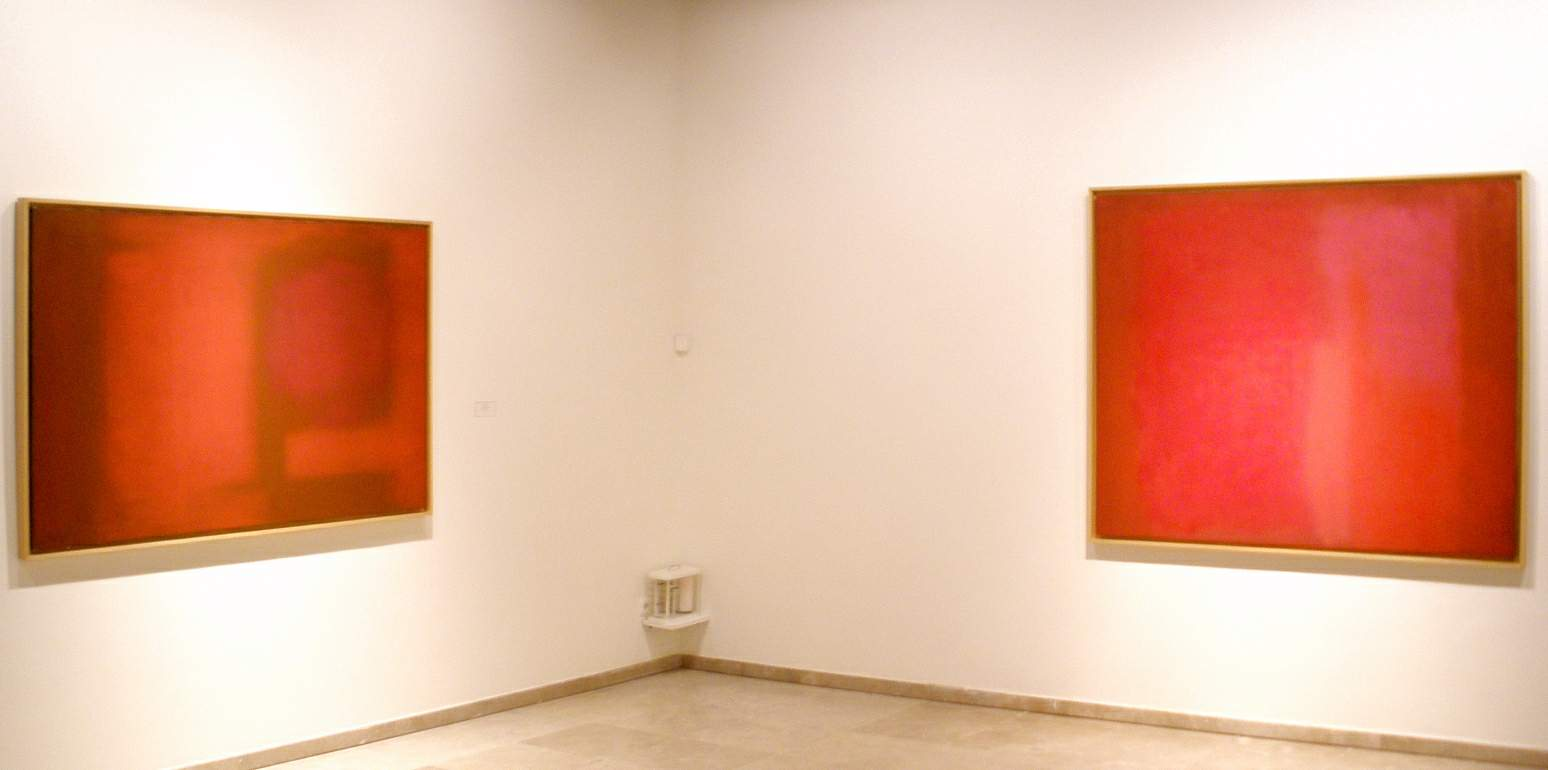
Lienzos expresionistas de Esteban Vicente en su Museo en Segovia

Durante la Segunda Guerra Mundial vivió de los encargos de retratos y de enseñar español. Una exposición de 1945 en Puerto Rico le proporcionó en 1946 un puesto como profesor de pintura en la Universidad de Puerto Rico. Después de su regreso a Nueva York en 1947 se relacionó con la mayor parte de los miembros de la naciente Escuela de Nueva York, participando en sus exposiciones seminales en la Galería Kootz en 1950, en la Exposición de Arte de la Calle Novena en 1951 y en exposiciones en las galerías de Sidney Janis y Egan. Posteriormente estuvo presente en las galerías Leo Castelli, Andre Emmerich y Berry-Hill en Nueva York. Fue miembro fundador de la New York Studio School, donde enseñó durante treinta y seis años. Nunca expuso en España mientras vivió Franco.
Vicente mantuvo una casa y estudio en Bridgehampton, NY desde 1964. Su matrimonio con Estelle Charney acabó en divorcio en 1943, poco después de la muerte de su hija Mercedes a los seis años de edad. Un segundo matrimonio, con María Teresa Babin, también acabó en divorcio.
En 1986 viajó a España, donde su obra era bastante desconocida. Al año siguiente, el Banco Exterior organizó la exposición «Esteban Vicente, pinturas y collages, 1925-1985». En 1990 se le concedió la Medalla de Oro al Mérito en las Bellas Artes, que el Rey de España Juan Carlos I le entregó al año siguiente en el Museo del Prado.
Su obra está representada por la Galería Elvira González, que ha realizado exposiciones individuales del artista desde 1994 hasta la actualidad.
En 1998 fue galardonado con el Premio Castilla y León de las Artes 1997, se celebró una retrospectiva en el Reina Sofía y se abrió el Museo de Arte Contemporáneo Esteban Vicente en Segovia. Otro galardón que obtuvo fue la Gran Cruz de la Orden de Alfonso X el Sabio (1999). 
Esteban Vicente falleció en Bridgehampton el 10 de enero de 2001. Le sobrevivió su tercera esposa, Harriet Peters, con la que se había casado en 1961.

### Monografía
- Frank, Elizabeth and Ellen Russotto. Esteban Vicente (Hudson Hills Press, 2005)

### Catálogos de exposición con texto significativo
- Frank, Elizabeth, Elaine De Kooning & Juan Manuel Bonet. Esteban Vicente: Collages, 1950-1994 (IVAM Centro Julio González, 1995) Texto en inglés y español
- Esteban Vicente A Retrospective View: 1951-2000 (Riva Yares Gallery, Scottsdale, AZ, 2002)
- Sandler, Irving. Esteban Vicente: the Aristocratic Eye (Ameringer Yohe Fine Art New York (2007)

### Obituario
- El Mundo, 11 de enero de 2001Esteban Vicente, un solitario que triunfó en Nueva York
- The New York Times, 12 de enero de 2001